# Linia kolejowa Brno – Česká Třebová
Linia kolejowa Brno – Česká Třebová – główna, dwutorowa i zelektryfikowana linia kolejowa w Czechach. Łączy stację Česká Třebová i Brno przez Svitavy i Blansko. Przebiega przez dwa kraje: pardubicki i południowomorawski.